# Garten-Gladiole

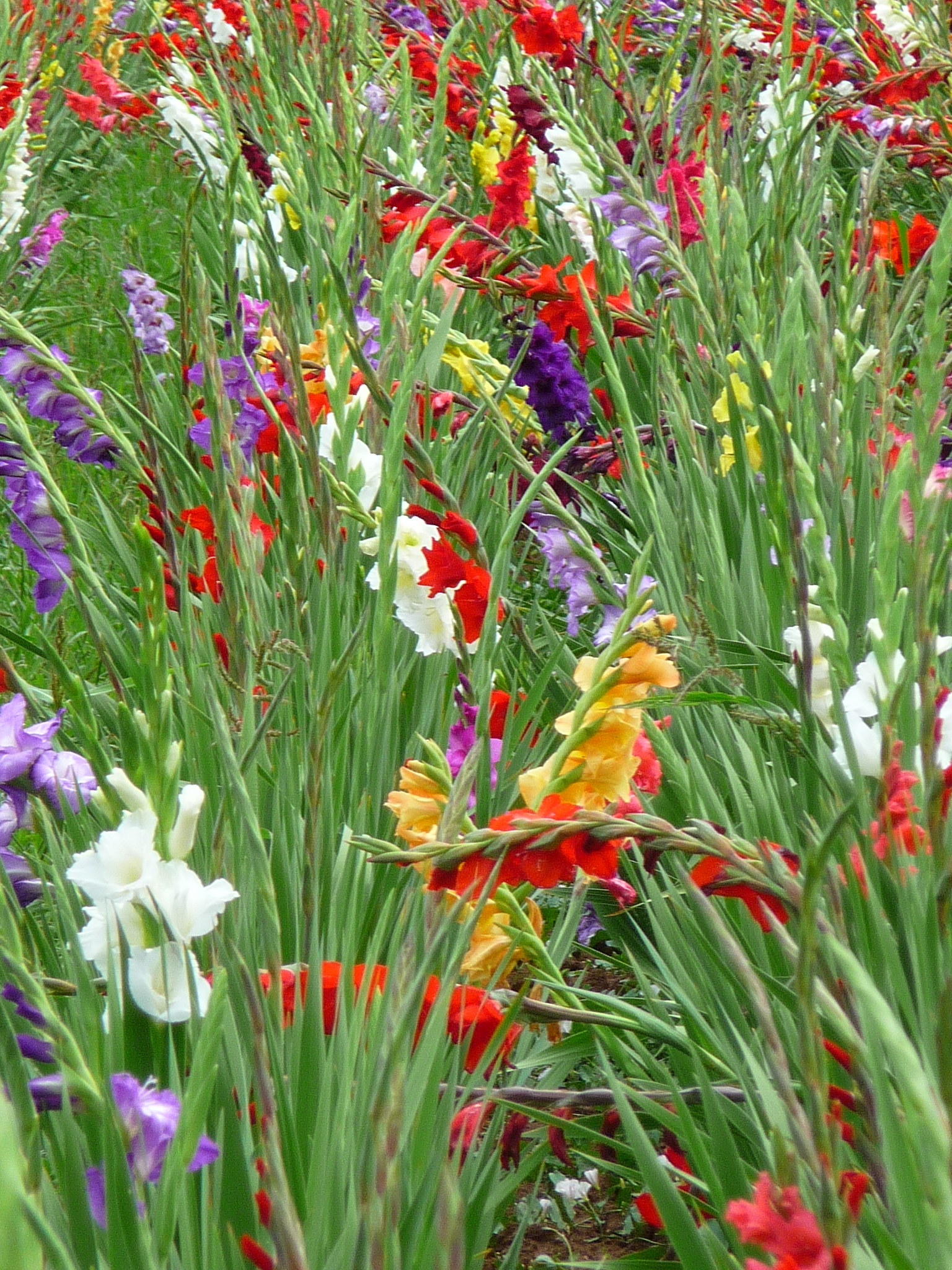
Feld mit Gartengladiolen nach Starkregen am Vorabend

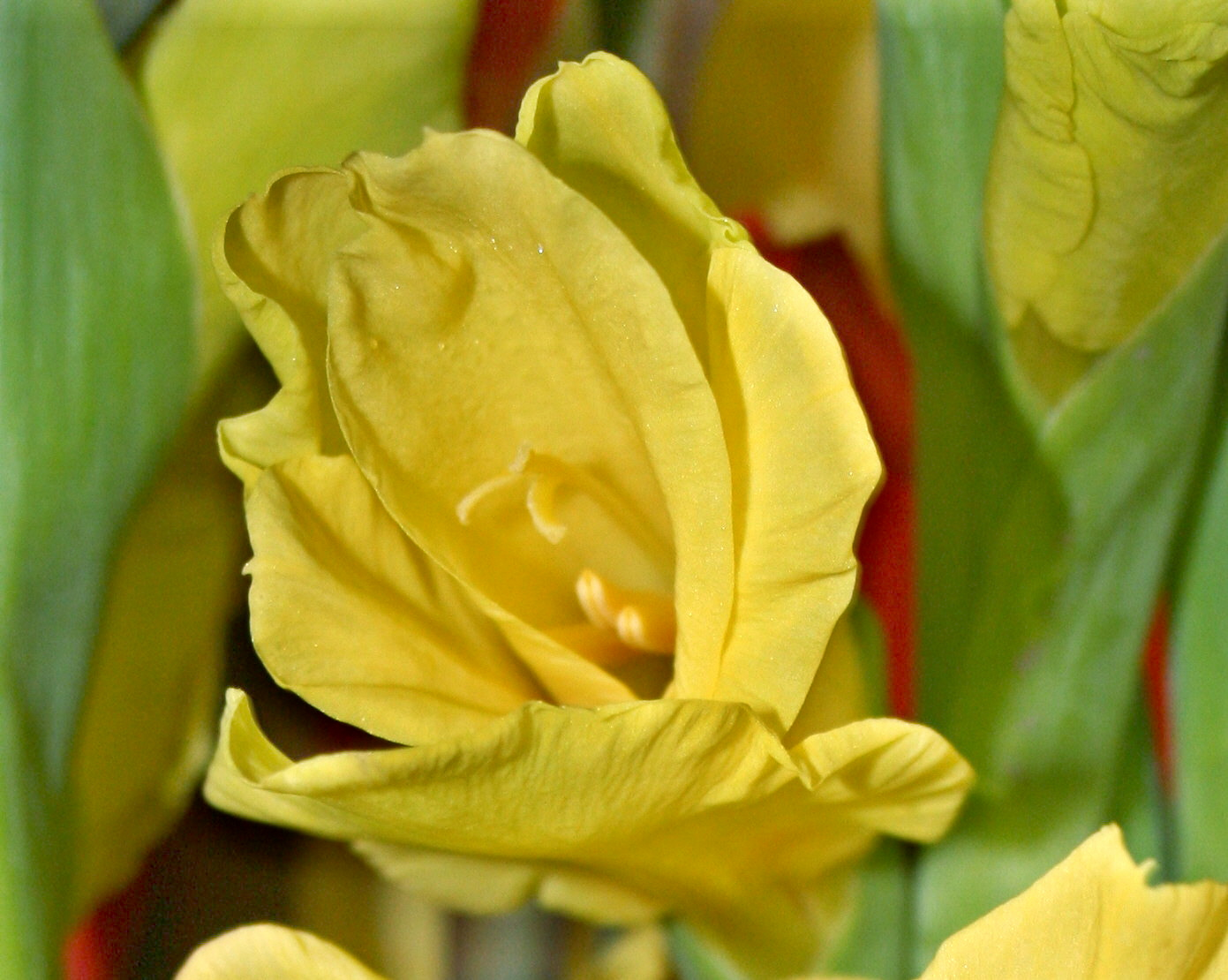
Gelbe Gartengladiole, Nahaufnahme, Einzelblüte

Die Garten-Gladiole (Gladiolus × hortulanus) ist eine Pflanzenart aus der Gattung der Gladiolen (Gladiolus) in der Familie der Schwertliliengewächse (Iridaceae).

## Merkmale
Die Garten-Gladiole ist eine ausdauernde krautige Pflanze, die Wuchshöhen von 50 bis 130, selten bis 200 Zentimeter erreicht. Dieser Geophyt bildet Knollen als Überdauerungsorgane aus. Diese weisen einen Durchmesser von mehr als 4 Zentimeter auf. Die Laubblätter sind über 2 Zentimeter breit.
Der Blütenstand ist eine dichte oder lockere Ähre. Er enthält (selten ab 5) meist 10 bis 28 Blüten. Das Perigon ist oft über 5 Zentimeter lang und verschiedenfarbig, auch gelb, orange, lachsfarben, dunkelpurpur und zuweilen auch gekräuselt. Die Perigonröhre ist weniger als 6 Zentimeter lang. Die Perigonzipfel sind meist ungleich.
Die Blütezeit reicht von Juni bis Oktober, zum Teil beginnt sie bereits im Mai.

## Nutzung
Die Garten-Gladiole wird verbreitet als Zierpflanze in Rabatten und in Gärtnereien im Feldanbau für Schnittblumen genutzt.

## Krankheiten
Die Garten-Gladiole wird von Gladiolen-Blasenfuß, Botrytis-Grauschimmel, Septoria-Knollenfäule und Blattflecken sowie dem Weißstreifen-Mosaik-Virus befallen.

## Systematik
Die Garten-Gladiole stellt eine Hybridgruppe aus Gladiolus tristis, Gladiolus dalenii, Gladiolus oppositiflorus, Gladiolus papilio, Gladiolus carneus, Gladiolus cruentus und Gladiolus cardinalis dar. Diese Arten wurden ab dem Ende des 17. Jahrhunderts in Europa eingeführt. Der älteste Bastard ist Gladiolus × colvillei hort. (Gladiolus cardinalis × Gladiolus tristis, 1823). Später kamen noch Gladiolus cardinalis × Gladiolus carneus (Ramosus-Hybriden, Charm-Hybriden), Gladiolus dalenii × Gladiolus oppositiflorus (Gladiolus gandavensis hort., 1841, die Primulinus-Hybriden von ca. 1900 stammen aus neuen Herkünften), Gladiolus papilio × Gladiolus × gandavensis (Gladiolus lemoinei hort. ex Baker, ca. 1800), Gladiolus cruentus × Gladiolus × gandavensis (Leichtlinii-Hybriden, Gladiolus × childsii hort.). Mittlerweile sind über 10.000 Sorten entstanden, von denen die meisten wieder vergessen sind, jedoch entstehen ständig neue. Gladiolen-Gesellschaften mit Ausstellungen und Preisen gibt es in Amerika seit 1910 und in England seit 1926. Gezüchtet werden Garten-Gladiolen vor allem in Großbritannien, Holland, Nordamerika (hier auch krausblütige Formen) und in Deutschland.
Aufgrund der komplexen und zum Teil nicht genau bekannten Abstammung der Hybriden ist eine Gliederung nach den Elternarten nicht praktikabel. Daher erfolgt eine Gliederung nach Merkmalen wie Blütezeit, Blüteform, Blütenstandsdichte und Wuchshöhe in drei große Gruppen:
- Nanus-Gruppe: es werden Wuchshöhen von 50 bis 110 Zentimeter erreicht. Die Blütezeit ist der Frühsommer. Die Blüten haben einen Durchmesser von 4 bis 5 Zentimeter, bis zu 7 Stück befinden sich in einer lockeren Ähre. Pro Knolle werden ein bis drei Stängel ausgebildet.

- Primulinus-Gruppe: es werden Wuchshöhen von 70 bis 110 Zentimeter erreicht. Die Blüten sind dreieckig und haben einen Durchmesser von 3,5 bis 7,5 Zentimeter, bis zu 23 Stück bilden eine lockere Ähre. Pro Knolle wird ein Stängel ausgebildet. Das Perigon ist oben helmförmig.

- Grandiflorus-Gruppe: es werden Wuchshöhen von 90 bis 130, selten auch bis 200 Zentimeter erreicht. Die Blüten haben einen Durchmesser von 3,5 bis 18 Zentimeter, bis zu 28 Stück bilden eine dichte Ähre. Die Blütenähren sind bis 90 Zentimeter lang. Pro Knolle wird ein Stängel ausgebildet. Blütezeit ist vom Frühsommer bis zum Spätsommer. Diese Gruppe wird weiter untergliedert mit einem dreistelligen Zahlencode. Die erste Stelle steht für die Blütengröße: 1 miniaturblütig, der Durchmesser beträgt 3,5 bis 6 Zentimeter, oft kraus; 2 kleinblütig, der Durchmesser beträgt 6 bis 9 Zentimeter; 3 mittelblütig, der Durchmesser beträgt 9 bis 11 Zentimeter; 4 großblütig, der Durchmesser beträgt 11 bis 14 Zentimeter; 5 riesenblütig, der Durchmesser beträgt mehr als 14 Zentimeter. Die zweite Stelle steht für die Blütenfarbe: 0 weiß und grün; 1 gelb; 2 orange; 3 lachs; 4 rosa; 5 rot; 6 rosè; 7 lavendel; 8 violett; 9 rauchig. Die dritte Stelle gibt von 0 bis 6 die zunehmende Tiefe/Dunkelheit der Farbe an.

## Belege
- Eckehart J. Jäger, Friedrich Ebel, Peter Hanelt, Gerd K. Müller (Hrsg.): Rothmaler Exkursionsflora von Deutschland. Band 5: Krautige Zier- und Nutzpflanzen. Spektrum Akademischer Verlag, Berlin Heidelberg 2008, ISBN 978-3-8274-0918-8.